# Гудке-Дапту
Гудке-Дапту — небольшая река в западных отрогах плато Путорана, вытекающая из озера Гудке и впадающая в озеро Глубокое. Ширина реки от 20 до 40 метров, длина — 4 километра. В среднем течении на участке длиной около 750 метров русло реки распадается на протоки. Берега реки заболочены.